# Døde i 2011
Døde i 2011 er en liste over notable personer, der er afgået ved døden i 2011. 

## Januar
| - Flemming "Bamse" Jørgensen - Pete Postlethwaite - Susannah York - John Barry |

- 1. januar – Flemming "Bamse" Jørgensen, dansk popmusiker, komponist og skuespiller (født 1947).
- 1. januar – Robin Carnegie, britisk officer (født 1926).
- 1. januar – Tove Maës, dansk skuespillerinde (født 1921).
- 2. januar – Pete Postlethwaite, engelsk skuespiller (født 1946).
- 2. januar – Ernst Bruun Olsen, dansk forfatter (født 1923).
- 2. januar – Richard Winters, amerikansk officer under 2. verdenskrig (født 1918).
- 3. januar – Jill Haworth, engelsk skuespillerinde (født 1945).
- 4. januar – Gerry Rafferty, skotsk sanger og sangskriver (født 1947).
- 4. januar – Mohamed Bouazizi, tunesisk universitetsuddannet der satte ild til sig selv i Sidi-Bouzid (født 1984).
- 5. januar – Assar Rönnlund, svensk skiløber (født 1935).
- 6. januar – Else Bohr, dansk jurist og dommer (født 1924).
- 8. januar – Thorbjørn Svenssen, norsk fodboldspiller (født 1929).
- 9. januar – Peter Yates, engelsk filminstruktør (født 1929).
- 11. januar – Henning Larsen, dansk atlet (født 1910).
- 12. januar – Paul Picerni, amerikansk skuespiller (født 1922).
- 13. januar – Ole Dorph-Jensen, dansk atlet (født 1918).
- 14. januar – Peter Post, hollandsk cykelrytter (født 1933).
- 15. januar – Susannah York, engelsk skuespillerinde (født 1939).
- 15. januar – Sun Axelsson, svensk forfatter (født 1935).
- 16. januar – Augusto Algueró, spansk komponist (født 1934).
- 18. januar – Sargent Shriver, amerikansk politiker (født 1915).
- 20. januar – Sexy Cora, tysk pornomodel (født 1987).
- 22. januar – Park Wansuh, sydkoreansk forfatter (født 1931).
- 24. januar – Bernd Eichinger, tysk filminstruktør og -producer (født 1949).
- 25. januar – Daniel Bell, amerikansk sociolog (født 1919).
- 26. januar – María Mercader, spansk skuespillerinde (født 1918).
- 27. januar – Henrik Hall, dansk musiker (født 1948).
- 27. januar – Tøger Seidenfaden, dansk journalist, redaktør og debattør (født 1957).
- 28. januar – Margaret Price, britisk sangerinde (født 1941).
- 28. januar – Hamida Barmaki, afghansk juraprofessor og menneskerettighedsaktivist (født 1970).
- 28. januar – Mette Agerbæk, dansk billedehugger (født 1960).
- 29. januar – Bent Brown, dansk borgmester (født 1946).
- 29. januar – Milton Babbitt, amerikansk komponist (født 1916).
- 30. januar – John Barry, engelsk filmkomponist (født 1933).
- 31. januar – Michael Tolan, amerikansk skuespiller (født 1925).

## Februar
| - Maria Schneider - Gary Moore - Jens Winther - Jane Russell |

- 1. februar – Ernst Badian, østrigsk historiker (født 1925).
- 2. februar – Margaret John, walisisk skuespiller (født 1926).
- 3. februar – Maria Schneider, fransk skuespillerinde (født 1952).
- 3. februar – Ajib Ahmad, malaysisk politiker (født 1947).
- 4. februar – Lena Nyman, svensk skuespillerinde (født 1944).
- 5. februar – Omar Amiralay, syrisk filminstruktør og aktivist (født 1944).
- 6. februar – Gary Moore, nordirsk rockguitarist (født 1952).
- 7. februar – Maria Altmann, jødisk flygtning under 2. verdenskrig (født 1916).
- 10. februar – Bill Justice, amerikansk tegnefilmstegner og ingeniør (født 1914).
- 11. februar – Josef Pirrung, tysk fodboldspiller (født 1949).
- 12. februar – Betty Garrett, amerikansk skuespillerinde (født 1919).
- 12. februar – Peter Alexander, østrigsk skuespiller og sanger (født 1926).
- 13. februar – Arnfinn Bergmann, norsk skihopper (født 1928)
- 13. februar – Inese Jaunzeme, lettisk spydkaster og olympiske mester (født 1932)
- 14. februar – George Shearing, engelsk-amerikansk jazzpianist (født 1919).
- 15. februar – François Nourissier, fransk journalist og forfatter (født 1927).
- 16. februar – Justinas Marcinkevičius, litauisk poet og dramatiker (født 1930).
- 16. februar – Len Lesser, amerikansk skuespiller (født 1922).
- 17. februar – Augustine Hu Daguo, kinesisk præst (født 1920).
- 18. februar – Catherine Jourdan, fransk skuespillerinde (født 1948).
- 19. februar – Florinda Chico, spansk skuespillerinde (født 1926).
- 20. februar – Povl Brøndsted, dansk lærer og politiker (født 1924).
- 21. februar – Jerzy Nowosielski, polsk kunstner (født 1923).
- 22. februar – Kjell Bjartveit, norsk læge og forsker (født 1927).
- 24. februar – Jens Winther, dansk jazz trompetist, komponist og dirigent (født 1960).
- 25. februar – Jonas Ernelind, svensk håndboldspiller (født 1976).
- 27. februar – Frank Buckles, amerikanske veteran fra 1. verdenskrig (født 1901).
- 28. februar – Jane Russell, amerikansk skuespillerinde og sanger (født 1921).
- 28. februar – Annie Girardot, fransk skuespillerinde (født 1931).

## Marts
| - Michael Gough - Warren Christopher - Elizabeth Taylor |

- 2. marts – Erling Kroner, dansk jazzbasunist , komponist og arrangør (født 1943).
- 3. marts – Irena Kwiatkowska, polsk skuespillerinde (født 1912).
- 3. marts – Lasse Eriksson, svensk komiker, skuespiller og forfatter (født 1949).
- 4. marts – Krishna Prasad Bhattarai, nepalesisk politiker (født 1924).
- 6. marts – Oddmund Jensen, norsk langrendsløber og træner (født 1928).
- 8. marts – Iraj Afshar, iransk historiker (født 1925).
- 9. marts – Inge Sørensen, dansk svømmer (født 1924).
- 10. marts – Sajjad Afghani, terrorist.
- 12. marts – Joe Morello, amerikansk jazztrommeslager (født 1928).
- 15. marts – Nate Dogg, amerikansk hip hop kunstner (født 1969).
- 16. marts – Abdikadir Yusuf Aar, somalisk terroist.
- 17. marts – Michael Gough, engelsk skuespiller (født 1916).
- 18. marts – Warren Christopher, amerikansk diplomat, jurist og tidligere udenrigsminister (født 1925).
- 18. marts – Jet Harris, engelsk elbassist i The Shadows (født 1939).
- 19. marts – Knut, tysk isbjørn (født 2006).
- 20. marts – Henrik Hassenkam, dansk embedsmand (født 1940).
- 21. marts – Barry Ackerley, amerikansk erhvervsmand (født 1934).
- 21. marts – Hans Boskamp, hollandsk fodboldspiller og skuespiller (født 1932).
- 21. marts – Jesús Aranguren, spansk fodboldspiller (født 1944).
- 21. marts – Kjeld Tolstrup, dansk dj og radiovært (født 1965).
- 21. marts – Ladislav Novak, tjekkisk fodboldspiller (født 1931).
- 21. marts – Loleatta Holloway, amerikansk disco sangerinde (født 1946).
- 21. marts – Nikolaj Andrianov, russisk gymnast (født 1952).
- 21. marts – Pinetop Perkins, amerikansk bluesmusiker (født 1913).
- 22. marts – Artur Agostinho, portugisisk journalist (født 1920).
- 22. marts – Kjeld Tolstrup, dansk dj og radiovært (født 1965).
- 22. marts – Patrick Doeplah, liberiansk fodboldspiller (født 1990).
- 23. marts – Elizabeth Taylor, engelskfødt skuespillerinde (født 1932).
- 24. marts – Stig Berntsson, svensk sportsskyder (født 1930).
- 26. marts – Aleksandr Barykin, russisk musiker (født 1946).
- 26. marts – Diana Wynne Jones, britisk forfatter (født 1934).
- 26. marts – Enn Klooren, estisk skuespiller (født 1940).
- 26. marts – Geraldine Ferraro, amerikansk politiker (født 1935).
- 26. marts – Harry Coover, amerikansk opfinder (født 1917).
- 26. marts – Joe Bageant, amerikansk forfatter (født 1946).
- 26. marts – Roger Abbott, canadisk skuespiller og komiker (født 1935).
- 27. marts – Clement Arrindell, generalguvernør af Saint Kitts og Nevis (født 1931).
- 27. marts – David E. Davis, amerikansk journalist (født 1930).
- 27. marts – Dorothea Puente, amerikansk seriemorder (født 1929).
- 28. marts – Supyan Abdullayev, tjetjensk politiker (født 1956).
- 28. marts – Wenche Foss, norsk skuespillerinde (født 1917).
- 29. marts – Farley Granger, amerikansk skuespiller (født 1925).
- 29. marts – José Alencar, brasiliansk politiker (født 1931).
- 30. marts − Lars Kolvig, dansk filmproducent (født 1946).
- 31. marts − Gil Clancy, amerikansk bokser (født 1922).

## April
| - Sidney Lumet - Walter Breuning - Grete Waitz - Tine Bryld |

- 3. april – Rafique Alam, indisk skuespiller (født 1929).
- 4. april – Ingvar Björk, svensk illustratør (født 1925).
- 4. april – Scott Columbus, amerikansk trommeslager (født 1956).
- 5. april – Ange-Félix Patassé, femte præsident i Den Centralafrikanske Republik (født 1937).
- 5. april – Baruch Samuel Blumberg, amerikansk læge (født 1925).
- 5. april – Lis Allentoft, dansk skuespillerinde (født 1916).
- 6. april – Thøger Birkeland, dansk børnebogsforfatter (født 1922).
- 7. april – Bruce Cowan, australsk politiker (født 1926).
- 8. april – Hedda Sterne, amerikansk kunstner (født 1910).
- 9. april – Sidney Lumet, amerikansk filminstruktør (født 1924).
- 10. april – Mikhail Rusyayev, russisk fodboldspiller (født 1964).
- 11. april – Lewis Binford, amerikansk arkæolog (født 1930).
- 12. april – Eddie Joost, amerikansk baseballspiller (født 1916).
- 14. april – Walter Breuning, verdens ældste nulevende mand (født 1896).
- 14. april – Rosihan Anwar, indonesisk forfatter og journalist (født 1922).
- 15. april – Vittorio Arrigoni, italiensk aktivist og journalist (født 1975).
- 16. april – Chinesinho, brasiliansk fodboldspiller (født 1935).
- 17. april – Gerd Stub Andersen, norsk modstandskvinde (født 1918).
- 17. april – James S. Albus, amerikansk ingeniør (født 1935).
- 17. april – Nasser Al-Kharafi, kuwaitisk erhvervsmand (født 1944).
- 18. april – Kjell Håkonsen, norsk travkusk (født 1935).
- 19. april – Grete Waitz, norsk atletikudøver (født 1953).
- 20. april – Tim Hetherington, britisk fotojournalist (født 1970).
- 21. april – Tine Bryld, dansk forfatter (født 1939).
- 22. april – Annalisa Ericson, svensk skuespillerinde (født 1913).
- 22. april – Moin Akhter, pakistansk skuespiller, sanger, komiker og forfatter (født 1950).
- 23. april – Max van der Stoel, hollandsk politiker (født 1924).
- 24. april – Sai Baba, indisk guru (født 1926).
- 25. april – María Isbert, spansk skuespillerinde (født 1917).
- 26. april – Egon Balsby, dansk journalist og forfatter (født 1950).
- 27. april – Marian Mercer, amerikansk skuespillerinde (født 1935).
- 28. april – Erhard Loretan, svejtsisk bjergbestiger (født 1959).
- 28. april – William Campbell, amerikansk skuespiller (født 1926).
- 29. april – Robert Blackford Duncan, amerikansk politiker (født 1920).
- 30. april – Emilio Navarro, puertoricansk baseballspiller (født 1905).
- 30. april – Ernesto Sabato, argentinsk forfatter og fysiker (født 1911).

## Maj
| - Osama bin Laden - Randy Savage |

- 1. maj – Agustín García-Gasco Vicente, spansk kardinal og katolsk biskop (født 1957).
- 2. maj – Osama bin Laden, saudisk entreprenør og terrorist (født 1957).
- 2. maj – Gerz Feigenberg, dansk skuespiller og forfatter (født 1956).
- 2. maj – Leonid Abalkin, russisk økonom (født 1930).
- 3. maj – Jackie Cooper, amerikansk skuespiller (født 1922).
- 3. maj – Thanasis Vengos, græsk skuespiller (født 1927).
- 4. maj – Mary Murphy, amerikansk skuespillerinde (født 1931).
- 5. maj – Alice Bridges, amerikansk svømmer (født 1916).
- 5. maj – Claude Choules, britisk orlogsgast fra 1. verdenskrig (født 1901).
- 7. maj – Severiano Ballesteros, spansk golfspiller (født 1957).
- 7. maj – Willard Boyle, canadisk fysiker (født 1924).
- 8. maj – Huthaifa al-Batawi, irakisk terrorist.
- 9. maj – Dolores Fuller, amerikansk skuespiller og sangskriver (født 1923).
- 9. maj – Wouter Weylandt, belgisk cykelrytter (født 1984).
- 11. maj – Maurice Goldhaber, amerikansk fysiker (født 1911).
- 12. maj – Miyu Uehara, japansk model (født 1987).
- 13. maj – Derek Boogaard, canadisk ishockeyspiller (født 1982).
- 14. maj – Birgitta Trotzig, svensk forfatter og kritiker (født 1929).
- 15. maj – Samuel Wanjiru, kenyansk løber og OL-guldvinder (født 1986).
- 16. maj – Edward Hardwicke, engelsk skuespiller (født 1932).
- 17. maj – Joseph Galibardy, indisk hockeyspiller (født 1915).
- 18. maj – Marcel De Mulder, belgisk cykelrytter (født 1928).
- 19. maj – Phyllis Avery, amerikansk skuespillerinde (født 1922).
- 20. maj – Randy Savage, amerikansk wrestler (født 1952).
- 21. maj – Hiroyuki Nagato, japansk skuespiller (født 1934).
- 23. maj – Xavier Tondo, spansk cykelrytter (født 1978).
- 25. maj – Lillian Adams, amerikansk skuespillerinde (født 1922).
- 27. maj – Jeff Conaway, amerikansk skuespiller (født 1950).
- 28. maj – Romuald Klim, sovjetisk hammerkaster (født 1933).
- 29. maj – Bill Clements, amerikansk politiker (født 1917).
- 29. maj – Sergei Bagapsh, abkhasisk præsident (født 1949).
- 30. maj – Ricky Bruch, svensk atlet (født 1946).
- 31. maj – Adolfas Mekas, amerikansk filminstruktør (født 1925).

## Juni
| - Kurt Nielsen - Peter Falk |

- 1. juni – Jaehoon Ahn, nordkoreansk journalist (født 1941).
- 2. juni – Ray Bryant, amerikansk jazzpianist (født 1931).
- 3. juni – James Arness, amerikansk skuespiller (født 1923).
- 3. juni – Harry Bernstein, britisk-født amerikansk forfatter (født 1910).
- 4. juni – Andreas P. Nielsen, dansk forfatter, radiovært, sangskriver, komponist og kapelmester (født 1953).
- 4. juni – Dimi Mint Abba, mauretansk musiker (født 1958).
- 4. juni – Lawrence Eagleburger, amerikansk udenrigsminister (født 1930).
- 4. juni – John R. Alison, amerikansk soldat (født 1912).
- 8. juni – Anatole Abragam, fransk forfatter (født 1914).
- 9. juni – Tomoko Kawakami, japansk skuespillerinde (født 1970).
- 11. juni – Kurt Nielsen, dansk tennisspiller (født 1930).
- 11. juni – Gunnar Fischer, svensk filminstruktør (født 1910).
- 12. juni – Laura Ziskin, amerikansk filmproducer (født 1950).
- 14. juni – Peter Schamoni, tysk filmintruktør (født 1934).
- 15. juni – Linda Scheid, amerikansk politiker (født 1942).
- 17. juni – Sanne Brüel, dansk musiker og musikpædagog (født 1952).
- 18. juni – Clarence Clemons, amerikansk musiker og skuespiller (født 1942).
- 18. juni – Frederick Chiluba, zambias anden præsident (født 1943).
- 18. juni – Ulrich Biesinger, tysk fodboldspiller (født 1933).
- 19. juni – Don Diamond, amerikansk skuespiller (født 1921).
- 20. juni – Ryan Dunn, amerikansk reality-stjerne (født 1977).
- 22. juni – David Rayfiel, amerikansk manuskriptforfatter (født 1923).
- 23. juni – Peter Falk, amerikansk skuespiller (født 1927).
- 23. juni – Dennis Marshall, costaricansk fodboldspiller (født 1985).
- 23. juni – Vladislav Achalov, sovjetisk general (født 1925).
- 24. juni – Tomislav Ivić, kroatisk fodboldspiller (født 1933).
- 25. juni – Alice Playten, amerikansk skuespillerinde (født 1947).
- 26. juni – Edith Fellows, amerikansk skuespillerinde (født 1923).
- 27. juni – Erling Olsen, dansk politiker (født 1927).
- 30. juni – Tom Kruse, MBE, australsk postbud (født 1914).

## Juli
| - Otto von Habsburg - Betty Ford - Lucian Freud - Amy Winehouse |

- 3. juli – Anna Massey, engelsk skuespillerinde (født 1937).
- 4. juli – Otto von Habsburg, østrigsk-født tysk politiker, forfatter, kongelig og tidligere kronprins (født 1912).
- 4. juli – Jane Scott, amerikansk rockkritiker  (født 1919).
- 5. juli – Mika Myllylä, finsk langrendsløber (født 1969).
- 6. juli – Josef Suk, tjekkisk violinist (født 1929).
- 8. juli – Betty Ford, tidligere amerikansk førstedame (født 1918).
- 8. juli – Per Milner, dansk civilingeniør og Vejdirektør (født 1926).
- 8. juli – Roberts Blossom, amerikansk skuespiller (født 1924).
- 9. juli – Facundo Cabral, argentinsk sanger (født 1937).
- 10. juli – Ragnar Lundberg, svensk atlet (født 1924).
- 10. juli – Roland Petit, fransk balletdanser (født 1924).
- 13. juli – Kresten Philipsen, dansk politiker (født 1945).
- 14. juli – Poul Godske, dansk jazzmusiker og komponist (født 1929).
- 15. juli – Googie Withers, engelsk skuespillerinde (født 1917).
- 16. juli – Joe McNamee, amerikansk basketballspiller (født 1936).
- 17. juli – Juan María Bordaberry, uruguyansk politiker og diktator (født 1928).
- 18. juli – Magnus Malan, sydafrikansk politiker (født 1930).
- 19. juli – Jacques Jouanneau, fransk skuespiller (født 1926).
- 20. juli – Lucian Freud, britisk kunstmaler (født 1922).
- 21. juli – Erkki Toivanen, finsk journalist (født 1938).
- 22. juli – Linda Christian, mexicansk skuespillerinde (født 1923).
- 23. juli – Amy Winehouse, engelsk sangerinde (født 1983).
- 24. juli – Dan Peek, amerikansk musiker (født 1950).
- 25. juli – Michael Cacoyannis, græsk filminstruktør (født 1921).
- 26. juli – Frank Foster, amerikansk musiker (født 1928).
- 27. juli – Agota Kristof, ungarsk forfatter (født 1935).
- 28. juli – Brian O'Leary, amerikansk astronaut (født 1940).
- 29. juli – Jeanette Dyrkjær, dansk nøgenmodel (født 1963).

## August
| - Harri Holkeri - Ellen Winther Lembourn - Jesper Klein |

- 3. august – Charles Aron "Bubba" Smith, amerikansk footballspiller og skuespiller (født 1945)
- 3. august – Ingrid Luterkort, svensk skuespillerinde (født 1910).
- 4. august – Naoki Matsuda, japansk fodboldspiller (født 1977).
- 5. august – Hansgeorg Lenz, dansk musikanmelder (født 1926).
- 7. august – Harri Holkeri, finsk politiker (født 1937).
- 7. august – Nancy Wake, australsk frihedskæmper fra 2. verdenskrig (født 1912).
- 8. august – Kurt Johansson, svensk olympisk sportsskyder (født 1914).
- 10. august – Arnaud Desjardins, fransk forfatter (født 1925).
- 11. august – Jani Lane, amerikansk musiker (født 1964).
- 12. august – Karl Kittsteiner, tysk cyklist (født 1920).
- 13. august – Ellen Winther Lembourn, dansk sangerinde og skuespillerinde (født 1933).
- 14. august – Shammi Kapoor, indisk skuespiller (født 1931).
- 15. august – Sif Ruud, svensk skuespillerinde (født 1916).
- 17. august – Michel Mohrt, fransk forfatter (født 1914).
- 18. august – Jean Tabary, fransk tegneserietegner (født 1930).
- 19. august – Jimmy Sangster, engelsk manuskriptforfatter og filminstruktør (født 1927).
- 21. august – Budd Hopkins, fransk kunstner (født 1931).
- 22. august – Jesper Klein, dansk skuespiller (født 1944).
- 25. august – Eugene Nida, amerikansk sprogvidenskabsmand (født 1914).
- 27. august – Stetson Kennedy, amerikansk forfatter (født 1916).
- 28. august – Leonidas Kyrkos, græsk politiker (født 1924).
- 29. august – Junpei Takiguchi, japansk skuespiller (født 1931).
- 30. august – Alla Bayanova, russisk sangerinde (født 1914).

## September
| - Wangari Maathai |

- 4. september – Hilde Heltberg, norsk sanger og sangskriver (født 1959).
- 6. september – Michael Hart, amerikansk forfatter og opfinder (født 1947).
- 7. september – Eddie Marshall, amerikansk trommeslager (født 1938).
- 7. september – Jan Marek, tjekkisk ishockeyspiller (født 1979).
- 7. september – Kārlis Skrastiņš, lettisk ishockeyspiller (født 1974).
- 7. september – Pavol Demitra, slovakisk ishockeyspiller (født 1974).
- 7. september – Stefan Liv, svensk ishockeyspiller og olympisk mester (født 1980).
- 8. september – Vo Chi Cong, vietnamesisk præsident (født 1912).
- 9. september –  Esben Høilund Carlsen, dansk filminstruktør (født 1941).
- 10. september – Cliff Robertson, amerikansk skuespiller (født 1923).
- 11. september – Andy Whitfield, walisisk skuespiller og model (født 1972).
- 11. september – Christian Bakkerud, dansk professionel racerkører (født 1984).
- 12. september – Alexander Galimov, russisk ishockeyspiller (født 1985).
- 12. september – Wade Mainer, amerikansk sanger og banjospiller (født 1907).
- 13. september – DJ Mehdi, fransk pladeproducer (født 1977).
- 14. september – Rudolf Mössbauer, tysk fysiker (født 1929).
- 15. september – Otakar Vávra, tjekkisk filminstruktør (født 1911).
- 16. september – Norma Eberhardt, amerikansk skuespillerinde (født 1923).
- 17. september – Ferenc Szojka, ungarsk fodboldspiller (født 1931).
- 18. september – Kurt Sanderling, tysk dirigent (født 1912).
- 19. september – Dolores Hope, amerikansk sangerinde (født 1909).
- 19. september – Alvin Linnemann, dansk skuespiller (født 1937).
- 20. september – Arvid Andersson, svensk vægtløfter (født 1919).
- 20. september – Sys Hartmann, dansk kunsthistoriker (født 1932).
- 21. september – Paulette Dubost, fransk skuespillerinde (født 1910).
- 22. september – Aristides Pereira, tidligere præsident på Kap Verde (født 1923).
- 22. september – Knut Steen, norsk billedhugger (født 1924).
- 24. september – Konstantin Lerner, ukrainsk skakspiller (født 1950).
- 25. september – Wangari Maathai, kenyansk miljø- og politisk aktivist (født 1940).
- 26. september – Jerry Haynes, amerikansk skuespiller (født 1927).
- 27. september – Erik Wedersøe, dansk skuespiller og forfatter (født 1938).
- 28. september – Pierre Dansereau, canadisk miljøforkæmper (født 1911).
- 29. september – Hella S. Haasse, hollandsk forfatter (født 1918).
- 29. september – Sylvia Robinson, amerikansk musiker og direktør (født 1936).
- 30. september – Marv Tarplin, amerikansk guitarist (født 1941).

## Oktober
| - Steve Jobs - Muammar al-Gaddafi |

- 1. oktober – Hans Christian Alsvik, norsk tv-vært og filolog (født 1936).
- 1. oktober – Sven Tumba, svensk ishockeyspiller og OL-medaljevinder (født 1931).
- 5. oktober – Steve Jobs, bestyrelsesformand og administrerende direktør (født 1955).
- 5. oktober – Bert Jansch, skotsk folkemusiker (født 1943).
- 5. oktober – Charles Napier, amerikansk skuespiller (født 1936).
- 6. oktober – Birgit Rosengren, svensk skuespillerinde (født 1912).
- 7. oktober – Ramiz Alia, albansk præsident (født 1925).
- 8. oktober – Dennis Ritchie, amerikansk matematiker (født 1941).
- 9. oktober – Ingvar Wixell, svensk operasanger (født 1931).
- 9. oktober – Vibeke Falk, norsk skuespillerinde (født 1918).
- 10. oktober – Ulf Löfgren, svensk børnebogsforfatter (født 1931).
- 11. oktober – Freddie Gruber, amerikansk jazz trommeslager (født 1927).
- 12. oktober – Patricia Breslin, amerikansk skuespillerinde (født 1931).
- 13. oktober – Abdoulaye Seye, senegalesisk atlet og OL-medaljevinder (født 1934).
- 15. oktober – Betty Driver, engelsk skuespillerinde (født 1920).
- 16. oktober – Henning Sjöström, svensk advokat (født 1922).
- 17. oktober – Poul Glargaard, dansk skuespiller (født 1942).
- 19. oktober – Lars Sjösten, svensk jazzmusiker (født 1941).
- 20. oktober – Muammar al-Gaddafi, libysk statsleder (født 1942).
- 21. oktober – Edmundo Ros, trinidadiansk musiker (født 1910).
- 22. oktober – Jan Boye, dansk politiker og formand for DHF (født 1962).
- 23. oktober – Bronislovas Lubys, litauisk iværksætter og tidligere litauisk premierminister (født 1938).
- 23. oktober – Herbert A. Hauptman, amerikansk matematiker (født 1917).
- 23. oktober – Marco Simoncelli, italiensk roadracingkører og tidligere 250GP verdensmester (født 1987).
- 24. oktober – Kjell Johansson, svensk bordtennisspiller (født 1946).
- 24. oktober – Margit Brandt, dansk modeskaber (født 1945).
- 25. oktober – Wyatt Knight, amerikansk skuespiller (født 1955).
- 26. oktober – William Arthur Niskanen, amerikansk økonomer (født 1933).
- 27. oktober – James Hillman, amerikansk psykolog (født 1926).
- 28. oktober – Willy De Clercq, belgisk politiker (født 1927).
- 29. oktober – Axel Axgil, dansk forekæmper for homoseksuelles rettigheder (født 1915).
- 29. oktober – Jimmy Savile, engelsk dj (født 1926).
- 30. oktober – Phyllis Love, amerikansk skuespillerinde (født 1925).
- 31. oktober – Flórián Albert, ungarsk fodboldspiller (født 1941).

## November
| - Joe Frazier (i midten) - Har Gobind Khorana - Carl Aage Præst - John Neville |

- 2. november – Arne Papa Bue, dansk trombonist og kapelmester (født 1930).
- 3. november – Ivar Nørgaard, dansk politiker og minister (født 1922).
- 4. november – Alfonso Cano, leder af oprørs- og terrorbevægelse (født 1948).
- 4. november – Andy Rooney, amerikansk journalist (født 1919).
- 4. november – Norman Foster Ramsey, amerikansk fysiker (født 1915).
- 5. november – Bhupen Hazarika, indisk musiker og sanger (født 1926).
- 7. november – Joe Frazier, amerikansk OL-guldvinder og verdensmester i sværvægtsboksning (født 1944).
- 7. november – Andrea True, amerikansk pornoskuespiller og sangerinde (født 1943).
- 7. november – Lisbeth Movin, dansk skuespillerinde (født 1917).
- 8. november – Ed Macauley, amerikansk basketballspiller (født 1928).
- 9. november – Har Gobind Khorana, indisk-amerikansk molekylærbiolog (født 1922).
- 10. november – Gehrdt Bornebusch, dansk arkitekt og kongelig bygningsinspektør (født 1925).
- 17. november – Jørgen Petersen, dansk håndboldspiller (født 1944).
- 19. november – Carl Aage Præst, dansk fodboldspiller (født 1922).
- 19. november – John Neville, engelsk skuespiller (født 1925).
- 20. november – Dorothy Morris, amerikansk skuespillerinde (født 1922).
- 21. november – Anne McCaffrey, amerikansk science fiction-forfatter (født 1926).
- 24. november – Imants Kokars, lettisk dirigent (født 1921).
- 25. november – Vasilij Aleksejev, sovjetisk vægtløfter (født 1942).
- 26. november – Iván Menczel, ungarsk fodboldspiller (født 1941).
- 27. november – Gary Speed, walisisk fodboldspiller og -træner (født 1969).
- 28. november – Ante Marković, jugoslavisk politiker (født 1924).
- 29. november – Patrice O'Neal, amerikansk komiker og skuespiller (født 1969).
- 30. november – Carl Robie, amerikansk svømmer og olympisk mester (født 1945).
- 30. november – Zdeněk Miler, tjekkisk filmskaber og animator (født 1921).

## December
| - Ragnhild Hveger - Sócrates - Harry Morgan - Kim Jong-il - Cesária Évora - Václav Havel - Johannes Heesters |

- 1. december – Ragnhild Hveger, dansk svømmer (født 1920).
- 1. december – Christa Wolf, tysk forfatter (født 1929).
- 2. december – Bill Tapia, amerikansk jazzmusiker (født 1908).
- 3. december – Dev Anand, indisk skuespiller (født 1923).
- 4. december – Sócrates, brasiliansk fodboldspiller (født 1954).
- 5. december – Violetta Villas, polsk-amerikansk sangerinde og skuespillerinde (født 1938).
- 6. december – Erik Werner, dansk bladtegner (født 1930).
- 7. december – Harry Morgan, amerikansk skuespiller (født 1915).
- 8. december – Minoru Miki, japansk komponist (født 1930).
- 9. december – Myra Taylor, amerikansk jazzsangerinde (født 1917).
- 13. december – Klaus-Dieter Sieloff, tysk fodboldspiller (født 1942).
- 13. december – Christian Arnstedt, dansk ingeniør og erhvervsmand (født 1924).
- 14. december – Boris Chertok, russisk raketdesigner (født 1912).
- 15. december – Aksel Rasmussen, dansk skuespiller (født 1924).
- 15. december – Christopher Hitchens, engelsk-amerikansk journalist, forfatter, litteraturkritiker og samfundsdebattør (født 1949).
- 16. december – Dan Frazer, amerikansk skuespiller (født (1921).
- 17. december – Kim Jong-il, nordkoreansk diktator (født (1941).
- 17. december – Cesária Évora, sangerinde (født (1941).
- 18. december – Václav Havel, tjekkisk-tjekkoslovakisk forfatter og tidligere præsident (født 1936).
- 19. december – Héctor Núñez, uruguayansk fodboldspiller (født 1936).
- 20. december – Hana Andronikova, tjekkisk forfatter (født 1967).
- 20. december – Yoshimitsu Morita, japansk filminstruktør (født 1950).
- 21. december – Jan Østergaard, dansk fodboldtræner (født (1961).
- 22. december – William Duell, amerikansk skuespiller (født 1923).
- 23. december – Denise Darcel, fransk skuespillerinde (født 1924).
- 24. december – Johannes Heesters, hollandsk-østrigsk skuespiller, sanger og entertainer (født 1903).
- 25. december – Jim Sherwood, amerikansk musiker (født (1942).
- 26. december – Helge Scheuer, dansk skuespiller (født 1924).
- 27. december – Michael Dummett, britisk filosof (født 1925).
- 28. december – Charlotte Kerr, tysk skuespillerinde (født 1927).
- 29. december – Flemming Dyjak, dansk skuespiller (født 1934).
- 30. december – Kim Geun-tae, sydkoreansk politiker (født 1947).
- 31. december – Penny Jordan, engelsk forfatter (født 1946).